# Hockeyschläger-Phänomen
Als Hockeyschläger-Phänomen bezeichnet man in der Managementlehre den häufig insbesondere bei quartalsorientierten Geschäftsverläufen zu beobachtenden, starken Anstieg des Verkaufsverlaufes zum jeweiligen Quartalsende. Die Verkaufsstatistik über die Perioden gleicht dann der Form eines horizontal gehaltenen Eishockeyschlägers.
Dafür sind folgende Gründe maßgeblich:
- Die Vertriebsmannschaften versuchen zum Quartalsende mit höherem Einsatz ihre Ziele zu erreichen.
- Zum Quartalsende kommt es deswegen oft zu Preisnachlässen oder Rabatten.
- Erfahrene Kunden warten diese ab und strecken ihre Bestellungen auf das Quartalsende hin.[1]

Auch der Verlauf der Jahresdurchschnittstemperaturen auf der Nordhalbkugel im Laufe der letzten Jahrhunderte im Rahmen der Diskussion um die Globale Erwärmung wird mit diesem Begriff charakterisiert (vergleiche Hockeyschläger-Diagramm).